# Cotyloepimeritus iwamusii
Cotyloepimeritus iwamusii is een soort in de taxonomische indeling van de Myzozoa, een stam van microscopische parasitaire dieren. Het organisme komt uit het geslacht Cotyloepimeritus en behoort tot de familie Lecudinidae. Cotyloepimeritus iwamusii werd in 1944 ontdekt door Tugawa.